# ¿Quiere ser millonario? (novela)
¿Quiere ser millonario? (en inglés Q & A question and answers) es una novela escrita por el indio Vikas Swarup. Fue publicada en el año 2005, como su primera novela. La historia es sobre Ram Mohammad Thomas, un joven que se convierte en millonario en un concurso de televisión. En 2008 la obra fue adaptada a la película llamada Slumdog Millionaire.

## Argumento
Narrada en primera persona, la novela trata la vida de Ram Mohammad Thomas (personaje ficticio), un joven huérfano sin educación que trabaja como camarero, y de su participación en un famoso concurso de televisión llamado ¿Quién quiere ser millonario?, en el que consigue contestar a todas las preguntas, ganar el concurso y volverse millonario.
El programa no tiene el suficiente dinero para pagarle, entonces llaman a la policía y el joven es arrestado por la posibilidad de que estuviera haciendo trampa, ya que la otra posibilidad, que tuviese amplios conocimientos o mucha suerte, parece poco probable.
Es interrogado y preguntado por qué alguien sin educación sabe las respuestas, e intenta explicar que todo es experiencia de su vida en la pobreza.
Ram relata su propia vida con la única intención de justificar cada uno de sus aciertos y así demostrar su inocencia. Así es como conocemos la India de hoy y algunos hechos de su pasado: la construcción del Taj Mahal, el conflicto indio-pakistaní de 1971, la drogadicción y el alcoholismo, el negocio de la prostitución, la corrupción en la policía, la mutilación de niños para convertirlos en mendigos, el mundo de las celebrities locales, y la religión. 
Después de no encontrar prueba de engaño, es liberado, y gracias a su esfuerzo y humildad, logra ganar el concurso y quedarse con el amor de su vida.

## Inspiración
El autor dijo que se inspiró en el proyecto «Agujero en la pared» (un proyecto que llegó a la conclusión de que niños sin experiencia pueden aprender con acceso a la información) el cual fue hecho en favelas de la India.
Otra, fue sobre la historia de un exintegrante de las fuerzas armadas del Reino Unido llamado Charles Ingram (nacido el 6 de agosto de 1963) quien fue acusado de hacer trampa en el programa «Who Wants To Be A Millionaire?».

## Personajes
- Ram Mohammad Thomas - protagonista y narrador de la historia.
- Salim - el mejor amigo de Ram, quien quería ser estrella en Bollywood.
- Prem Kumar - presentador del programa ¿Quién quiere ser millonario?.
- Nita - el amor eterno de Ram.
- Smita - abogada de Thomas, resulta ser Gudiya, amiga como hermana del narrador.